# Boys Like Girls
Boys Like Girls é uma banda de rock alternativo/pop rock formada em Boston, EUA no final de 2005.  Formado em 2005, o grupo ganhou reconhecimento quando lançou o álbum de estréia auto-intitulado Boys Like Girls. Boys Like Girls foi o co-headliner com Good Charlotte para a Soundtrack of Your Summer Tour de 2008 que percorreu os Estados Unidos.

## História
Quando o vocal/guitarrista Martin Johnson, o baixista Bryan Donahue, o baterista John Keefe e o guitarrista Paul DiGiovanni (os 2 últimos primos), se juntaram para gravar as músicas escritas por Martin. O quarteto rapidamente abriu uma conta no PureVolume para mostrar seu som com as demos de "The Great Escape" e "Thunder". No final do ano, o grupo já tinha alcançado o 1º lugar na categoria "Top Unsigned Artists.
A onda de crescimento da banda só aumentava quando o agente Matt Galle e o produtor Matt Squire, contrataram a banda para uma colaboração futura. Com a ajuda deles, o BLG fez sua 1ª turnê pelos EUA com as bandas A Thorn for Every Heart, Hit the Lights e Keating em Fevereiro de 2006. Aproveitando, o grupo entrou no estúdio com Squire para gravar seu 1º álbum pela Columbia Records/Red Ink. Durante o tempo em estúdio, Squire apresentou-os outras bandas, como Cute Is What We Aim For, que ofereceu ao BLG ser a banda de abertura na sua turnê. Terminada a gravação do álbum, a banda voltou para a estrada, fazendo várias turnês, incluindo com Cute Is What We Aim For em Junho, como também em uma temporada de 2 semanas com Butch Walker em Julho. Ainda neste período, a banda filmou seu 1º videoclipe para o single "Hero/Heroine", dirigido por Mark Serao e Chris Vaglio da Grey Sky Films.
Em 22 de agosto de 2006 o álbum "Boys Like Girls" foi lançado. Até Fevereiro de 2007 tinha vendido 50.000 cópias nos EUA. Como o próprio nome sugere, cheio de músicas sobre garotos gostando de garotas, também toca temas como a luta da mãe de Martin contra o câncer, saída de casa e adolescentes precoces.
Após terem feito a segunda versão do clipe de "Hero/Heroine", sucessor de "The Great Escape", a banda mixou a música "Thunder" novamente, para transformá-la em clipe.
Martin Johnson, vocalista, falou em uma mensagem para fãs que pretendiam entrar em estúdio assim que terminassem a recente "Soundtrack of Your Summer" para um novo CD, intitulado Love Drunk, alcançando a oitava colocação na Billboard 200 e vendendo 41 mil cópias na primeira semana.  A banda lançou o DVD "Read Between The Lines", descrito como "um sonho realizado para os fãs".
Em 19 de novembro de 2011 o bassista da banda, Bryan Donahue, saiu da banda, sendo substituído mais tarde por Morgan Dorr.
O terceiro álbum de estúdio, Crazy World, foi lançado em no final de 2012, junto ao clipe "Be Your Everything" e do vídeo-letra "Life of the Party".
Em agosto de 2016 fizeram um tour de comemoração pelo décimo aniversário de lançamento do  álbum Boys Like Girls.
De acordo com o vocalista, Martin Bennet, em entrevista a Billboard: "não nos separamos, exatamente. Nunca estivemos tão unidos." Além de deixar aberta a possibilidade de futuramente lançarem uma música.

## Turnês
À luz do lançamento do álbum, BLG fizeram sua 1ª turnê, ajudados por Permanet Me e Scenes from Movie em Agosto e Setembro, antes de irem para uma turnê na Costa Leste, abrindo shows das bandas Lostprophets e Eighteen Visions em Outubro de 2006. O resto do ano foi passado tocando com Spitalfield, Punchline, Over It e Valencia. Também participaram da Tournado Tour, dividindo o palco com The All-American Rejects, Motion City Soundtrack e The Format.
2007 começou com uma curta temporada com Self Against City, depois o grupo se junto com o Cobra Starship abrindo os shows do Cartel, em Fevereiro.
Após isso, entraram em turnê com o Hellogoodbye, abrindo seus shows, junto de outras bandas, como The Hush Sound. Participaram do "The Bamboozle 2007" e do "Warped Tour 2007". No fim do ano, entraram em turnê, a "Tourzilla", junto de The Audition, All Time Low e We The Kings. No início de 2008, participaram como banda de abertura da turnê da cantora Avril Lavigne, "The Best Damn Tour", e atualmente estão em uma turnê de verão com Good Charlotte, The Maine e Metro Station, "The Soundtrack of Your Summer".

## Influências
A banda tem influências de várias contemporaneas bandas de rock, indie e pop/punk, como maior influência The Strokes, Jimmy Eat World,The Academy Is… e Dashboard Confessional. Essa tendencias são claramente audíveis no trabalho de guitarra e bateria, além dos vocais e letras. Se comparam muito com bandas de radio rock dos anos 1990, como Vertical Horizon e Eve6

## Membros
- Martin Bennet Johnson - vocal
- Paul  Charles DiGiovanni – guitarra, vocal de apoio
- John Joseph Keefe – bateria
- Morgan Dorr - baixo, vocal de apoio

## Discografia

### Álbuns de estúdio
- Boys Like Girls (2006)
- Love Drunk (2009)
- Crazy World (2012)

### Ao vivo / DVDs
- Read Between The Lines (2008)

### Singles
- "Hero/"Heroine" (2006)
- "The Great Escape" (2007)
- "Hero"/"Heroine" - versão deluxe (2007)
- "Thunder" (2008)
- "Love Drunk" (2009)
- "Two is Better Than One" (Feat. Taylor Swift) (2009)
- "Heart Heart Heartbreak" (2010)
- " Be Your Everything" (2012)